# Kurisoo
Kurisoo est un village de la Commune d'Ambla dans le Comté de Järva en Estonie. Au 1er janvier 2012, sa population était de 97 habitants.
Le nom du village vient probablement de estonien : kurisu (en français : doline). La doline qui sépare Kurisoo et Aravete a un diamètre d'environ 20 m.